# Upplands runinskrifter 64
Upplands runinskrifter 64 är en medeltida gravhäll av rödbrun sandsten i Spånga kyrka, Spånga socken och Stockholms kommun. Hällen förvaras i vapenhuset. Ett mindre fragment av stenen påträffades 2014 i kyrkogårdsmuren. Stenen mäter 1,22 meter på längden och 0,74 meter på bredden.

## Inskriften
Translitterering av runraden:
...--u[iþatrik + o]k [gio]kuif[r] þøn litu kiar mirki i(f)(t)ir ar-- -tur[æiþ] : [oæ]...
Normalisering till äldre fornsvenska:
''...--uiþatrik ok giokuifr þaun letu gærva mærki æftiʀ ar-- -turæiþ oæ....
Översättning till nusvenska:
.... de läto göra minnesmärket efter ....